# Philonotis gardneri
Philonotis gardneri là một loài rêu trong họ Bartramiaceae. Loài này được Müll. Hal. A. Jaeger mô tả khoa học đầu tiên năm 1875.